# Ahmed Abou Moslem
Ahmed « Abou » Moslem est un footballeur égyptien né le 25 juillet 1981 au Caire (Égypte) qui évolue actuellement au Lierse SK. Il joue également avec le groupe international A de l'Égypte.
Le 9 janvier 2009, il a été libéré de son contrat avec le RC Strasbourg et signe pour le AC Ajaccio qui ne le conserve pas à l'issue de la saison.

## Carrière en club
- 2001-2006 : Al Ahly SC  Égypte
- 2005-jan 2009 : RC Strasbourg  France
- jan 2009-juin 2009 : AC Ajaccio[1] France
- juin 2009-juin 2010 : Ismaily SC  Égypte
- 2010-2011 : Al Entag Al Harby  Égypte
- 2011-2012 : Smouha SC  Égypte
- 2012-2013 : Lierse SK  Belgique

## Palmarès
- 10 sélections en équipe d'Égypte depuis l'année 2004
- Vainqueur de la Ligue des champions de la CAF en 2001, 2005 et 2006 avec Al Ahly
- Champion d'Égypte en 2005 et 2006 avec Al Ahly
- Vainqueur de la Coupe d'Égypte en 2003 et 2006 avec Al Ahly
- Participation à la Coupe UEFA avec Strasbourg